# Fagopyrum giraldii
Fagopyrum giraldii là một loài thực vật có hoa trong họ Rau răm. Loài này được (Dammer & Diels) Haraldson mô tả khoa học đầu tiên năm 1978.